# Rhinoclemmys areolata
Espèce
Synonymes
- Emys areolata Duméril & Bibron in Duméril & Duméril, 1851

Statut de conservation UICN

 NT  : Quasi menacé
Rhinoclemmys areolata est une espèce de tortues de la famille des Geoemydidae.

## Répartition
Cette espèce se rencontre :
- au Belize ;
- au Guatemala ;
- au Honduras ;
- au Mexique dans les États de Campeche, du Chiapas, de Quintana Roo, de Tabasco, de Veracruz et du Yucatán.

## Publication originale
- Duméril & Bibron, 1851 : [Emys areolata, Emys berardii, Cinosternon leucostomum, Cinosternon cruentatum] in Duméril & Duméril, 1851 : Catalogue Methodique de la Collection des Reptiles. Museum d’Histoire Naturelle de Paris, Gide & Baudry, p. 1-224 (« texte intégral »(Archive.org • Wikiwix • Archive.is • Google • Que faire ?)).